# B album
B Album是日本二人組合近畿小子的第2張專輯。於1998年8月12日由傑尼斯娛樂唱片公司發行。

## 解說
本專輯是與出道單曲「玻璃少年」作套裝形式發售而達到百萬銷量的A album後推出的第二張專輯。而本專輯在Oricon累積銷量上也超越了80萬張，獲得日本唱片協會認定為百萬銷量唱片。由於本專輯與上一張專輯相距差不多一年，亦因此定下了近畿小子專輯的推出會相繼一年的不明文規定。（單曲精選專輯等特殊專輯除外）
由於在上一張專輯推出前並沒有任何單曲推出，所以收錄曲當中並沒有收錄任何單曲歌曲。但從本專輯開始，以後的每一張專輯都會收錄在專輯推出前發行過的單曲主打歌（多為A面歌）。如本專輯所收錄的「玻璃少年」、「被愛不如愛人」和「雲霄飛車羅曼史」三首單曲的主打作品。但本單曲卻沒有收錄剛在專輯前一個月發行的單曲「擁抱全部／青春時代」。
順提一提，本專輯名字「B Album」裡的「B」，如CD封面所示一樣包含了「Be a Best album」（要成為一張最好的專輯）的意思。

## 收錄歌曲
1. 無粧少女（Girl）
  - 作曲：飯田建彥
  - 作詞：戶澤暢美
  - 編曲：長岡成貢
  - 和唱編排：松下　誠
2. 裝病
  - 作曲：岩田雅之
  - 作詞：戶澤暢美
  - 編曲：岩田雅之
3. 被愛不如愛人（愛されるより 愛したい）
  - ※KinKi Kids參與演出的日本電視台連續劇『我們的勇氣 未滿都市』主題曲。第2張單曲。
  - 作曲：馬飼野康二
  - 作詞：森　浩美
  - 編曲：CHOKKAKU
  - 和音編排：岩田雅之
4. MY WISH
  - ※堂本光一首次作CD發表的自創作品。堂本光一獨唱。
  - 作曲：堂本光一
  - 作詞：堂本光一
  - 編曲：吉田　建
5. 無法說出愛這個字（愛なんてコトバじゃ言えない）
  - 作曲：岩田雅之
  - 作詞：真名杏樹
  - 編曲：岩田雅之
6. 好想一直緊緊地抱著（ずっと抱きしめたい）
  - ※堂本剛參與作詞作品。
  - 作曲：寺田一郎
  - 作詞：堂本　剛、相田　毅
  - 編曲：長岡成貢
  - 和唱編排：松下　誠
7. 正義戰爭（Innocent Wars；）
  - 作曲：坂本龍一
  - 作詞：賣野雅勇
  - 編曲：坂本龍一
8. 界線（Border Line；）
  - ※二人參與作詞作品，歌詞以關西腔為主。
  - 作曲：Face 2 fAKE
  - 作詞：KinKi Kids、相田　毅
  - 編曲：Face 2 fAKE
9. Message
  - 作曲：羽場仁志
  - 作詞：山本英美
  - 編曲：CHOKKAKU
  - 和唱編排：西司
10. Slowly
  - ※堂本剛首次作CD發表的自創作品。堂本剛獨唱。
  - 作曲：堂本　剛
  - 作詞：堂本　剛
  - 編曲：重實　徹
11. 就這樣手牽著手（このまま手をつないで）
  - 作曲：馬飼野康二
  - 作詞：松本　隆
  - 編曲：CHOKKAKU
  - 和唱編排：松下　誠
12. 雲霄飛車羅曼史（Jetcoaster Romance；）
  - ※KinKi Kids參與演出的日本全日空航空公司廣告『'98 Paradise 沖繩』主題曲。第3張單曲。
  - 作曲：山下達郎
  - 作詞：松本　隆
  - 編曲：船山基紀
13. 玻璃少年（硝子の少年）
  - ※出道單曲。
  - 作曲：山下達郎
  - 作詞：松本隆
  - 編曲：山下達郎